# Водопад (ода)
«Водопад» — аллегорическая ода русского поэта Гавриила Державина, опубликованная в 1794 году (по другим данным — в 1791).
Из дневников Державина следует, что это произведение он начал писать после смерти Григория Александровича Потёмкина, вошедшего в историю как фаворит Екатерины II. Державину же Потёмкин запомнился, в первую очередь, как политический деятель и выдающийся русский полководец. Державин сравниваем Потемкина с водопадом.

Сначала идёт красочное описание водопада Кивач на реке Суне:
Алмазна сыплется гора
С высот четыремя скалами,
Жемчугу бездна и сребра
Кипит внизу, бьет вверх буграми;
От брызгов синий холм стоит,

Далече рев в лесу гремит.
Потом автор описывает жизненный путь Потёмкина, его вклад в историю Российской империи. Державин подчёркивает, что имя Потёмкина в стране будут помнить через века:
Твоим стремленьем, светлым, звучным,
И в поздной памяти людей. Чтоб был вблизи, вдали любезен

Ты всем; сколь дивен, столь полезен.